# Ibogaína
La ibogaína es un alcaloide con efectos alucinógenos que estimula el sistema nervioso central dando un efecto parecido al de las anfetaminas. Tomado en altas dosis provoca alucinaciones y la sobredosis provoca convulsiones, arritmias o incluso paro cardiorrespiratorio. Químicamente, se trata de un alcaloide indolico que se obtiene de un arbusto africano Tabernanthe iboga, originario del Congo y Gabón. Es usada tradicionalmente en Gabón en ceremonias de la religión Bwiti. Los científicos están investigando si la ibogaína tiene una capacidad para tratar la dependencia física asociada con los síndromes de abstinencia a drogas como la heroína, la metadona y otros opiáceos. La iboga y la ibogaína  proceden de plantas sacadas ilegalmente en Gabón y contrabandedas fuera de Camerún. Algunos estudios realizados sobre los efectos terapéuticos de la ibogaína han sido dirigidos a la reducción o eliminación del uso de opiáceos,aunque nunca se han probado ensayos clínicos con grupos de control, mientras que otras investigaciones sugieren que la ibogaína también podría ser útil para el tratamiento del trastorno de estrés postraumático,y de la adicción al crack. Puede producir arritmias cardíacas.Se conocen muertes debido a su consumo. El único país en el que es legal es en Nueva Zelandia.